# Yang Naimei
En una onomàstica xinesa Yang es el cognom i Naimei el prenom.
Yang Naimei (xinès simplificat: 杨耐梅) (Shanghai 1904 - Taipei 1960). Actriu i productora de cinema xinesa. Va ser una de les primeres estrelles de cinema femení a la Xina. Amb Zhang Zhiyun, Wang Hanlun i Xuan Jinglin, va formar part del grup d'actrius que van rebre el nom de "Les quatre actrius famoses".  Considerada, amb Wang Hanlun, com una de les primeres integrants de la nomenada primera generació d’actrius xineses de cinema.

## Biografia
Yang Naimei es el nom artístic de Yang Lizhu. Va néixer el 1904 , a finals de la Dinastia Qing, a Shanghai (Xina), en una família d'origen cantonès. Va estudiar a la "Shanghai Wuben Girls' High School", la primera escola d'elit per noies fundada per xinesos. El seu pare no volia que fos actriu i la va voler enviar a estudiar a Anglaterra, pero Yang, com també faria desprès Wang Hanlun, va decidir en contra de la familia seguir la seva carrera com actriu.

#### Carrera com actriu
Va començar la seva carrera a la productora Mingxing, mitjançant la recomanació de Zheng Zhengqiu (郑正秋), un dels fundadors de la companyia. El 1923, va ser seleccionada per a papers secundaris en dues de les pel·lícules de l'estudi estrenadas a principis de l'any següent, en cadascuna d'elles interpretant tipus diferents, una dona frívola , i una dona jove moderna. A finals de 1923, l'estudi estava preparant la producció de "L'ànima de Yuli", (玉梨魂). El film era una adaptació de la novel·la  "玉梨死" (Jade Pear Spirit) de l'escriptor Xu Zhenya (徐瑜亚), una de les primeres obres representatives de  L'escola dels ànecs mandarins i de les papallones. La novel·la del , explica una història d'amor intensa i tràgica a finals de la Xina imperial. A la història, una vídua s'enamora del tutor dels seus fills. La passió dels amants els obliga a jurar-se compromís etern i escriure cartes amb sang, però no s'atreveixen a fer públic la seva aventura ni a casar-se pel tabú social de les vídues que es tornen a casar. La història acaba amb la mort de la vídua, de manera que el tutor és lliure de casar-se amb una parella socialment acceptable, però els amants estan obsessionats amb seguir la correcció confuciana i la moral tradicional i opten per morir.

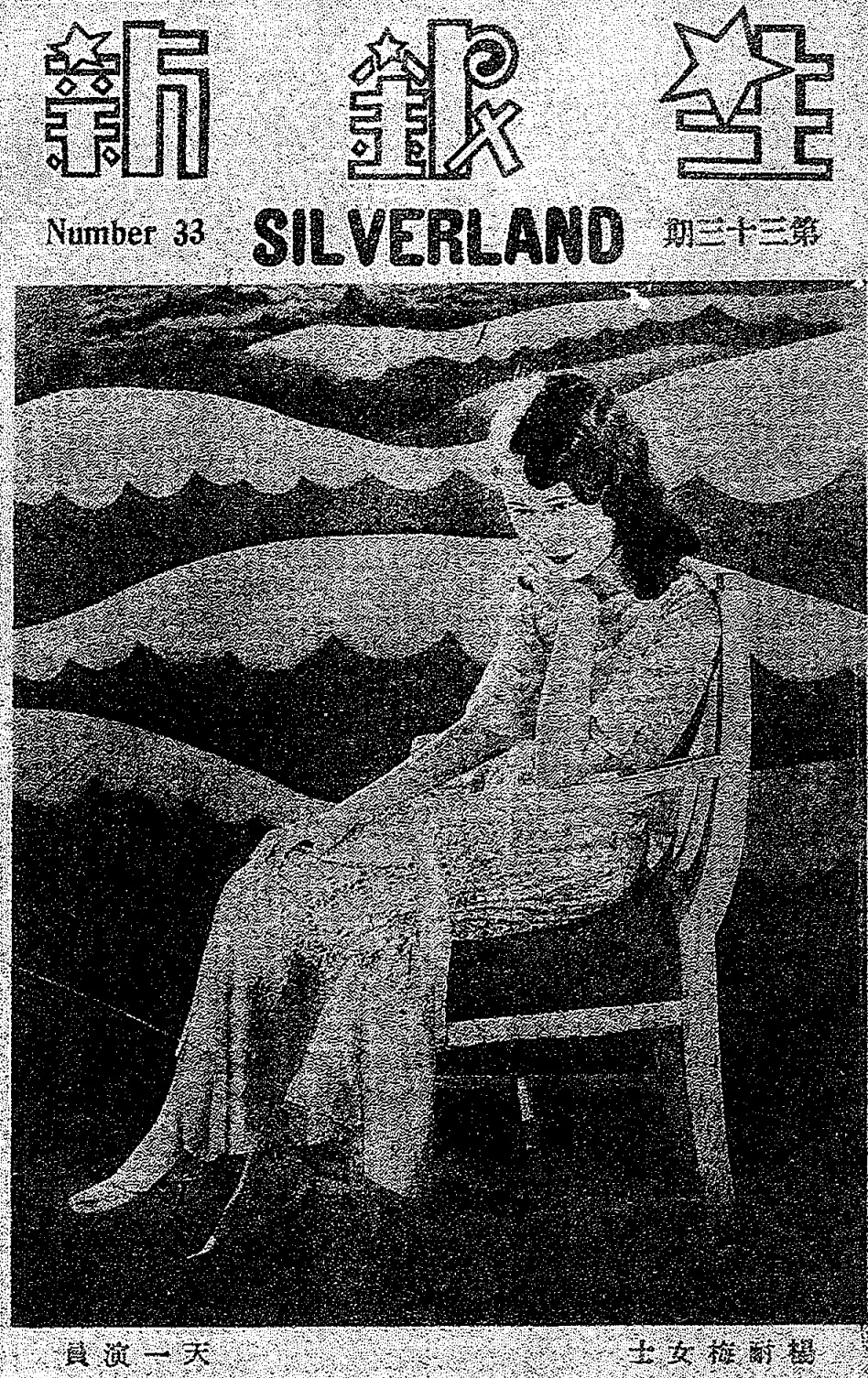
Yang en la portada de la revista Silverland, 1931

Els cineastes de Mingxing tenien problemes per trobar l'actriu pel paper secundari principal femení, el de la sexy, Cui Yunqian. Volien algú amb una imatge que tingués un fort contrast amb la protagonista  interpretada per Wang Hanlun, la tràgica heroïna de la pel·lícula.  Yang Naimei, presentava físicament la imatge del tipus de dona que buscaven.
"L'ànima de Yuli" es va estrenar l'11 de setembre de 1924 i va tenir molt d'èxit, i el gran públic que la va veure va ser uniforme en els seus elogis per l'actuació de Yang com la jove dissoluta, amb el consens de que era molt natural i creïble en el paper.
Després del seu debut a la pantalla, Yang va interpretar tres papers molt diferents per a Mingxing, el mateix any, inclosa una malvada  a 苦兒弱女 (The Poor Children) , una jove vanitosa a 誘婚 (Lured into Marriage) i una vídua rica egoista a 好哥哥 (Good Brother).  Aleshores, Lily Film Company la va convidar a interpretar una de les dues protagonistes femenines a 採茶女 (Tea Picking Girl ) , que va tenir força èxit amb el seu patró d'història de dos papers femenins contrastats. Mingxing va seguir el mateix camí i va oferir a Yang l'oportunitat d'encarnar la segona protagonista femenina amb Zhang Zhiyun a 空山蘭(Orchid in an Empty Valley) (1925), que va ser un èxit immediat, seguit d'una seqüela igual d'èxit.
Després del seu èxit en aquestes pel·lícules, Yang es va convertir en una actriu de primer nivell. Va guanyar més popularitat amb 良心的復活( Resurrection of Conscience, Confession) (1926), una pel·lícula dirigida per Bu Wancang, amb guió de Bao Tianxiao, adaptació  de la novel·la de Tolstoi de 1899, Resurrecció.  Durant l'estrena va aparèixer personalment a l'escenari per recrear de manera vívida una escena de la pel·lícula. Al mateix temps, va cantar el tema principal "Ru Niang Qu", que va rebre un aplaudiment atronador del públic. A partir d'aleshores, sovint la convidaven a interpretar cançons a l'escenari i de vegades es podia trobar envoltada del públic després de l'actuació.
El 1928, desprès de l'èxit de la seva pròpia producció Yang va tornar a caure en una fase personal condicionada pel joc i drogues i va perdre tota la seva fortuna. En el moment de l'inici del cinema sonor va intentar tornar a protagonitzar pel·lícules però va tenir molts problemes agreujats pel seu accent cantonès poc adequat per a les pel·lícules en xinès mandarí. Tot i que Yang va generar grans ingressos per Mingxing, la seva mala actitud professional, que consistia en arribar sovint tard o absent al plató, la productora va decidir no renovar-li el contracte, i altres companyies cinematogràfiques tampoc li van oferir contractes a finals de 1928, ja que la seva mala ètica laboral era coneguda. Durant un temps va anar a Nanjing per treballar en una companyia teatral, fins que va decidir crear la seva pròpia companyia.

#### Naimei Film company
El 1928 Yang va tenir la mateixa idea que Wang Hanlun tindria un any després, la de formar la seva pròpia companyia de cinema per fer una pel·lícula, protagonitzada per ella mateixa. Va recaptar una quantitat considerable de fons, especialment l'aportació del "senyor de la guerra" de Shandong, Zhang Zongchang, fet que li va permetre contractar el director Shi Dongshan, que va tenir d'ajudant al futur director  Cai Chusheng. També a l'actor Zhu Fei (朱飞 ) i diversos dels millors actors secundaris del moment.
La pel·lícula, "Strange Woman" (奇女子), és  basa en fets reals, que van impactar a Yang i va decidir fer-ne la seva primera pel·lícula. El personatge protagonista és Yu Meiyan,una dona cantonesa que havia fugit de casa per escapar del seu infeliç matrimoni concertat. Va tenir molts amants a llocs com Guangzhou, Shanghai i Nanyang. Però amb el temps, poc a poc, la seva vida va anar a la deriva, buida i sense sentit. Es va suïcidar el 1928 en el ferri de Hong Kong a Shanghai, als trenta-un anys, va deixar una nota de suïcidi amb expressions de la seva decepció amb la societat.
El film va ser un èxit de crítica i taquilla, però a diferència de Wang Hanlun, Yang no va saber utilitzar els seus beneficis per iniciar un negoci que li permetés retirar-se. El 1933, seguint el camí d'altres actrius com Zhang Zhiyun, es va traslladar a Hong Kong amb l'esperança d'entrar a les pel·lícules cantoneses. A la dècada de 1950, un periodista de Hong Kong que feia una sèrie sobre celebritats, va fer un article sobre la presència de Yang al carrer i  la noticia va generar un conjunt d'ajuts per dona que havia estat una de les estrelles romàntiques més reconegudes del cinema de Shanghai de la seva generació.
Va morir a Taipei (Taiwan) el 27 de febrer de 1960.

## Filmografia destacada
| Any  | Títol xinès        | Títol anglès                                      |
| ---- | ------------------ | ------------------------------------------------- |
| 1924 | 苦兒弱女           | The Poor Children                                 |
| 1924 | 採茶女             | Tea Picking Girl                                  |
| 1924 | 誘婚               | Lured into Marriage/Love and Vanity               |
| 1924 | 虛榮與愛情         | Love and Vanity                                   |
| 1924 | 好哥哥             | Good Brother                                      |
| 1924 | 玉梨死             | The Soul of Yuli/Jade Pear Spirit                 |
| 1925 | 新人的家庭         | Family of the Newly Weds                          |
| 1925 | 空山蘭             | Orchid in an Empty Valley                         |
| 1926 | 四月裏底薔薇處處開 | April Roses Bloom Everywhere                      |
| 1926 | 她的痛苦           | Her Sorrows                                       |
| 1926 | 上海三女子         | Three Girls in Shanghai                           |
| 1927 | 良心的復活         | Conscience Revived/Ressurection/Confession        |
| 1927 | 湖邊春夢           | Spring Dream by the Lakeside                      |
| 1927 | 鳳奇緣             | Reciprocity                                       |
| 1927 | 花國大總統         | A Flower of Passion/She Wants to Be a Free Woman, |
| 1927 | 北京楊貴妃         | Imperial Concubine Yang of Beijing                |
| 1928 | 美人関             | Ashes of the Lotus                                |
| 1928 | 少奶奶的扇子       | The Mistress’s Fan                                |
| 1931 | 最後之愛           | Last Love                                         |
| 1931 | 歌場春色           | Pleasures of the Dance Hall                       |
| 1932 | 上海小姐韓秀雯     | Han Xiuwen, the Shanghai Beauty                   |
| 1954 | 天堂美女           | Beauty Contest                                    |